# اچ‌ام‌اس کاتومبا (۱۸۸۹)
اچ‌ام‌اس کاتومبا (۱۸۸۹) (به انگلیسی: HMS Katoomba (1889)) یک کشتی بود که طول آن ۲۷۸ فوت (۸۵ متر) بود. این کشتی در سال ۱۸۸۹ ساخته شد.